# Cheri Register
Cheryl (Cheri) Register, född 30 april 1945 i Albert Lea, Minnesota, död 7 mars 2018, var en amerikansk litteraturvetare.
Register disputerade för doktorsgraden vid University of Chicago 1973 på avhandlingen med Feminist Ideology and Literary Criticism in the United States and in Sweden (i svensk översättning av Margareta Tegnemark Kvinnokamp och litteratur i USA och Sverige, 1977). Tillsammans med svenska litteraturvetare skrev hon Mothers – Saviours – Peacemakers (1983), vilken behandlar kvinnliga svenska författare under 1900-talet. Utanför litteraturvetenskapens område skrev hon även böcker om sina erfarenheter av att leva med Carolis sjukdom, om att vara adoptivförälder och memoarerna Packinghouse Daughter (2000),, vilka belönades med American Book Award 2001.